# 日本放送演芸大賞
日本放送演芸大賞（にほんほうそうえんげいたいしょう）とは、フジテレビジョンが1973年から1987年まで毎年1月3日に開催していた演芸の賞レース。

## 概要
前年活躍した芸人・タレントの中からノミネートされた。当初は「放送演芸大賞」と呼ばれていたが1982年の第10回から制作に関西テレビも加わり、受賞対象が関東圏から全国規模に拡大し、名称を「日本放送演芸大賞」に変更された。しかし、漫才ブームも去り、演芸の大衆化が多くなったことから1987年の第15回大会をもって終了した。2009年ではこの形式のリバイバル版にあたる「新春お笑い大賞2009」を放送した。

## 受賞者

### 放送演芸大賞 （1973年 - 1981年）
| 1  | 1973年 | 柳家小さん（5代目）  | 海老一染之助・染太郎 |                        |                          |                       |              |                |                      |                                                          |                                                                    |                                                                  |
| 回 | 年     | 大賞                 | 落語部門             | 漫才部門               | コント部門               | 漫談部門              | 声帯模写部門 | ボーイズ部門   | 曲芸部門             |                                                          |                                                                    |                                                                  |
| 2  | 1974年 | てんぷく集団         | 月の家圓鏡（5代目）  | 青空球児・好児         | てんぷく集団             | 牧伸二                | 桜井長一郎   | 殿さまキングス | 海老一染之助・染太郎 |                                                          |                                                                    |                                                                  |
| 回 | 年     | 大賞                 | 落語部門             | 漫才部門               | コント部門               | 漫談部門              | 声帯模写部門 | 奇術部門       | 浪曲部門             | 最優秀ホープ賞                                           | ホープ賞                                                           |                                                                  |
| 3  | 1975年 | 古今亭志ん朝 (3代目) | 古今亭志ん朝 (3代目) | 獅子てんや・瀬戸わんや | コント・ラッキー7        | 宮尾たか志            | 佐々木つとむ | 引田天助       | 玉川勝太郎           | 橘家舛蔵                                                 | 古今亭志ん駒 江戸家小猫 橘家舛蔵 春日三球・照代 月見おぼん・こぼん |                                                                  |
| 回 | 年     | 大賞                 | 落語部門             | 漫才部門               | コント部門               | 奇術部門              | 浪曲部門     | ボーイズ部門   | 最優秀ホープ賞       | ホープ賞                                                 |                                                                    |                                                                  |
| 4  | 1976年 | 柳家小三治（10代目） | 柳家小三治（10代目） | 春日三球・照代         | コント55号               | 伊藤一葉              | 二葉百合子   | 玉川カルテット | 泉ピン子             | 泉ピン子 桂文平 イエス玉川 新山えつや・ひでや 玉川福太郎 |                                                                    |                                                                  |
| 回 | 年     | 大賞                 | 特別賞               | 落語部門               | 漫才部門                 | 漫談部門              | 講談部門     | 奇術部門       | 浪曲部門             | ボーイズ部門                                             | 最優秀ホープ賞                                                     | ホープ賞                                                         |
| 5  | 1977年 | 二葉百合子           | 鏡味小鉄             | 三笑亭夢楽             | 内海桂子・好江           | 松鶴家千とせ（3代目） | 一龍斎貞水   | 北海マキ       | 二葉百合子           | 灘康次とモダンカンカン                                   | さがみ三太・良太                                                   | 原一平 さがみ三太・良太 三笑亭夢之助 柳家小菊 ツービート         |
| 回 | 年     | 大賞                 | 特別賞               | 漫才部門               | コント部門               | 漫談部門              | 声帯模写部門 | 奇術部門       | ボーイズ部門         | 曲芸部門                                                 | 最優秀ホープ賞                                                     | ホープ賞                                                         |
| 6  | 1978年 | 春日三球・照代       | 三遊亭圓生（6代目）  | 春日三球・照代         | ギャグ・メッセンジャーズ | 宮尾すすむ            | 佐々木つとむ | 松旭斎すみえ   | 玉川カルテット       | キャンディーボーイズ                                     | 星セント・ルイス                                                   | 星セント・ルイス コント太平洋 春風亭小朝 神田小山陽 バラクーダー |
| 回 | 年     | 大賞                 | 最優秀ホープ賞       | ホープ賞               | 部門賞                   |                       |              |                |                      |                                                          |                                                                    |                                                                  |
| 7  | 1979年 | 星セント・ルイス     | 三遊亭楽太郎         | 東京丸・京平 北口光彦  | はたけんじ               |                       |              |                |                      |                                                          |                                                                    |                                                                  |
| 回 | 年     | 大賞                 | 最優秀ホープ賞       | ホープ賞               | 講談部門賞               |                       |              |                |                      |                                                          |                                                                    |                                                                  |
| 8  | 1980年 | 三遊亭圓楽（5代目）  | B&B（3代目）         | 柳家さん光             | 宝井琴鶴（4代目）        |                       |              |                |                      |                                                          |                                                                    |                                                                  |
| 回 | 年     | 大賞                 | 落語部門賞           | 漫才部門賞             | 最優秀ホープ賞           | ホープ賞              |              |                |                      |                                                          |                                                                    |                                                                  |
| 9  | 1981年 | 春風亭小朝           | 春風亭小朝           | B&B（3代目）           | 三遊亭圓丈（3代目）      | マギー司郎            |              |                |                      |                                                          |                                                                    |                                                                  |

### 日本放送演芸大賞 （1982年 - 1987年）
| 10 | 1982年 | 桂枝雀（2代目） | ツービート                               | 桂米朝（3代目）            | 桂べかこ（3代目）                                 | 九十九一 | 桂べかこ（3代目） 九十九一 明石家さんま コント赤信号 ヒップアップ 桂米助 春やすこ・けいこ 山田邦子 マギー司郎 片岡鶴太郎 ゆーとぴあ 太平サブロー・シロー |                                                                                               |                |                                                                              |
| 回 | 年     | 大賞            | 奨励賞                                   | 功労賞                     | 最優秀ホープ賞                                    | ホープ賞 | |                                                                                               |                |                                                                              |
| 11 | 1983年 | ビートたけし    | オール阪神・巨人 春風亭小朝 明石家さんま | 笑福亭松鶴（6代目） 橘右近 | 太平サブロー・シロー                              | 太平サブロー・シロー ヒップアップ 片岡鶴太郎 山田邦子 アゴ&キンゾー 桂文福 コント赤信号 三遊亭小遊三 笑福亭鶴志 | |                                                                                               |                |                                                                              |
| 回 | 年     | 大賞            | 奨励賞                                   | 話題賞                     | 功労賞                                            | 最優秀ホープ賞                                                                                                  | ホープ賞 |                                                                                               |                |                                                                              |
| 12 | 1984年 | タモリ          | 桂文珍 コント・レオナルド                | ビートたけし 横山やすし    | 柳家小さん（5代目） 夢路いとし・喜味こいし        | 板東英二 | 板東英二 コント赤信号 片岡鶴太郎 桂文福 斉藤ゆう子 三遊亭小遊三 山田邦子                                                                                 |                                                                                               |                |                                                                              |
| 回 | 年     | 大賞            | 特別功労賞                               | 特別賞                     | 奨励賞                                            | 話題賞 | 優秀賞 | 敢闘賞                                                                                        | 最優秀ホープ賞 | ホープ賞                                                                     |
| 13 | 1985年 | 該当者なし      | 桂三枝                                   | タモリ ビートたけし        | 片岡鶴太郎 月亭八方                               | 笑福亭鶴瓶 立川談志一門                                                                                         | 明石家さんま 所ジョージ | 西川のりお 山田邦子 古舘伊知郎                                                                | 小堺一機       | 小堺一機 コント赤信号 桂小枝 嘉門達夫 たけし軍団 竹中直人 ハイヒール         |
| 回 | 年     | 大賞            | 特別賞                                   | 奨励賞                     | 話題賞                                            | 優秀賞 | 最優秀ホープ賞 | ホープ賞                                                                                      |                |                                                                              |
| 14 | 1986年 | ビートたけし    | 明石家さんま                             | 桂朝丸 所ジョージ          | コント赤信号と石井光三社長 東八郎 月亭八方 浜村淳 | 太平サブロー・シロー 小堺一機                                                                                   | コント山口君と竹田君 | コント山口君と竹田君 桂雀々 桂三木助(4代目) キッチュ シティボーイズ たけし軍団 宮川大助・花子 |                |                                                                              |
| 回 | 年     | 大賞            | 特別賞                                   | 功労賞                     | 奨励賞                                            | 話題賞 | 敢闘賞 | 優秀賞                                                                                        | 最優秀ホープ賞 | ホープ賞                                                                     |
| 15 | 1987年 | 明石家さんま    | 西川きよし                               | 内海桂子・好江             | 片岡鶴太郎 太平サブロー・シロー                   | 桂べかこ（3代目） 小堺一機 斎藤晴彦 デーモン小暮                                                                | 小堺一機 | コント赤信号 宮川大助・花子                                                                   | ダウンタウン   | ダウンタウン 桂三木助(4代目) キッチュ ダチョウ倶楽部 パワーズ やしきたかじん |